# Terry Smith
Terry Smith   (Syracuse, 10 de febrer de 1986) és un jugador de bàsquet nord-americà amb nacionalitat armènia. Amb 1,85 d'alçada, el seu lloc natural a la pista és el de base.
Format a la Universitat de Mercyhurst, és considerat un base anotador que pot complir les funcions d'escorta per la seva capacitat ofensiva, tot i que també destaca per la seva intensitat defensiva i aptituds a l'hora de distribuir el joc. És tot un rodamón del bàsquet europeu que ha jugat a la República Txeca, Suïssa, Bulgària, Ucraïna, Croàcia, Turquia, França i Armènia.
Smith va començar la temporada 2016-17 a les files del BC Urartu Erevan de la Superlliga russa, amb el qual disputaria 9 partits amb mitjanes de 15,9 punts, 2,3 rebots i 2,2 assistències. El desembre de 2016 signa amb el Divina Seguros Joventut fins al final de la temporada. La temporada següent jugar al HTV Basket de la lliga francesa, i en l'estiu de 2018 fitxa pel Lions de Genève de la lliga suïssa.